# Ståle Sandbech
Ståle Sandbech, né le 3 juin 1993, est un snowboardeur norvégien spécialisé dans les épreuves de half-pipe, de Big Air et de slopestyle. Il débute en Coupe du monde en 2008 à Cardrona et monte sur son premier podium à Londres en octobre 2010. En 2014, il devient vice-champion olympique du slopestyle à Sotchi, nouvelle épreuve au programme olympique. Il compte aussi quatre podiums aux Winter X Games.

## Palmarès

### Jeux olympiques
| Édition/Discipline     | Half-pipe | Slopestyle |
| JO de Vancouver 2010   | 30e       |            |
| JO de Sotchi 2014      |           | Argent     |
| JO de PyeongChang 2018 |           | 4e         |

### Winter X Games
- Médaille de bronze du big air en 2013
- Médaille de bronze du big air et du slopestyle en 2014
- Médaille d'argent du slopestyle en 2015

### Coupe du monde
- Meilleur classement en half-pipe : 26e en 2010.
- Meilleur classement en slopestyle : 5e en 2013.
- 3 podiums dont 1 victoire à Copper Mountain, le 22 décembre 2013 en slopestyle.

### Championnats du monde juniors
- Médaille d'or du slopestyle à Wanaka (Nouvelle-Zélande) en 2010

### Championnats du monde
- Médaille d'or du Big Air à Sierra Nevada en 2017